# Ligue centrale de hockey (1963-1984)
Pour les articles homonymes, voir Ligue centrale de hockey (homonymie).
La Ligue centrale de hockey (LCH), ou Central Hockey League en anglais, est une ligue mineure de hockey sur glace professionnel basée aux États-Unis. Créée en 1963 sous le nom de Ligue centrale de hockey professionnel, ou Central Professional Hockey League en anglais, la LCH remplace l'Eastern Professional Hockey League en tant que circuit de clubs-école pour les franchises de la Ligue nationale de hockey (LNH). Ses équipes, dont le nombre varie entre quatre et neuf selon les saisons, concourent chaque année pour la Coupe Adams remise au vainqueur des séries éliminatoires. En 1984 avec seulement trois équipes existantes, la ligue met un terme à ses activités.

## Historique
Souhaitant disposer de son propre circuit de clubs-école, la Ligue nationale de hockey (LNH) crée en 1959 l'Eastern Professional Hockey League (EPHL). Bien que se prouvant un succès sportif, cette ligue basée dans des petites villes de l'Ontario et du Québec est peu viable financièrement. S'inspirant de l'enthousiasme rencontré suivant le déménagement d'une des franchises à Saint-Louis dans le Missouri, la LNH décide de remplacer l'EPHL par une nouvelle ligue basée dans le centre des États-Unis. Le 17 juillet 1963, la Ligue centrale de hockey professionnel (LCHP) voit le jour avec pour premier président Jack Adams. Elle est composée de six équipes : les Capitols d'Indianapolis, les Bruins de Minneapolis, les Knights d'Omaha, les Braves de Saint-Louis, les Rangers de Saint Paul et les Oilers de Tulsa, ces derniers devant attendre la saison 1964-1965 et la complétion de leur aréna pour faire leurs débuts. L'ouverture de la saison inaugurale a lieu le 8 octobre à Saint-Louis avec la victoire des Rangers sur les Braves 6 buts à 3. Suivant une explosion détruisant leur patinoire le 31 octobre, les Capitols sont obligés de déménager après neuf parties disputées et se relocalise dans l'Ohio pour devenir les Wings de Cincinnati. Avec 125 points inscrits, Alain Caron des Braves de Saint-Louis établit un record qui ne sera jamais battu dans l'histoire de la ligue,. Premier de la saison régulière, Omaha remporte la première Coupe Adams en dominant en finale Saint Paul.
Après la mort d'Adams en mai 1968, Emory Jones devient président par intérim de la LCHP jusqu'à l'élection de Joe Kane trois mois plus tard,. L'une des premières décisions entérinées sous le nouveau président est le retrait le 26 septembre du terme « professionnel » du nom de la ligue qui devient alors la « Ligue centrale de hockey ».

## Franchises
| Franchise                     | Années              | Nouvelle appellation     |
| ----------------------------- | ------------------- | ------------------------ |
| Six-Guns d'Albuquerque        | 1973-1974           | dissous                  |
| Wranglers d'Amarillo          | 1968-1969 1970-1971 | dissous                  |
| Bulls de Birmingham           | 1979-1981           | dissous                  |
| South Stars de Birmingham     | 1982-1983           | dissous                  |
| Stingers de Cincinnati        | 1979                | dissous                  |
| Tigers de Cincinnati (en)     | 1981-1982           | dissous                  |
| Wings de Cincinnati           | 1963-1964           | Wings de Memphis         |
| Flames du Colorado (en)       | 1982-1984           | dissous                  |
| Black Hawks de Dallas         | 1967-1982           | dissous                  |
| Spurs de Denver               | 1974-1975           | transféré dans l'AMH     |
| Texans de Fort Worth          | 1974-1982           | dissous                  |
| Wings de Fort Worth           | 1967-1974           | Texans de Fort Worth     |
| Apollos de Houston (en)       | 1965-1969 1979-1981 | dissous                  |
| Capitols d'Indianapolis       | 1963                | Wings de Cincinnati      |
| Checkers d'Indianapolis       | 1979-1984           | transféré dans la LIH    |
| Stars de l'Iowa               | 1969-1970           | dissous                  |
| Blues de Kansas City (en)     | 1967-1972 1976-1977 | Red Wings de Kansas City |
| Red Wings de Kansas City (en) | 1977-1979           | dissous                  |

| Franchise                     | Années              | Nouvelle appellation       |
| ----------------------------- | ------------------- | -------------------------- |
| South Stars de Memphis (en)   | 1967-1969           | Stars de l'Iowa            |
| Wings de Memphis (en)         | 1964-1967           | Wings de Fort Worth        |
| Bruins de Minneapolis         | 1963-1965           | Blazers d'Oklahoma City    |
| Rangers du Minnesota (en)     | 1965-1966           | Knights d'Omaha            |
| Magic du Montana (en)         | 1983-1984           | dissous                    |
| South Stars de Nashville (en) | 1981-1982           | dissous                    |
| Blazers d'Oklahoma City (en)  | 1965-1972 1973-1977 | Stars d'Oklahoma City      |
| Stars d'Oklahoma City         | 1978-1982           | dissous                    |
| Knights d'Omaha               | 1963-1965 1966-1975 | Apollos de Houston dissous |
| Roadrunners de Phoenix (en)   | 1977                | dissous                    |
| Braves de Saint-Louis         | 1963-1967           | Black Hawks de Dallas      |
| Rangers de Saint Paul         | 1963-1965           | Rangers du Minnesota       |
| Golden Eagles de Salt Lake    | 1974-1984           | transféré dans la LIH      |
| Totems de Seattle             | 1974-1975           | dissous                    |
| Mavericks de Tucson (en)      | 1975-1976           | dissous                    |
| Oilers de Tulsa (en)          | 1964-1984           | dissous                    |
| Wind de Wichita (en)          | 1980-1983           | dissous                    |

## Récompenses

### Coupe Adams
La Coupe Adams est le trophée remis à l'équipe vainqueur à l'issue des séries éliminatoires. Elle est nommée en l'honneur de Jack Adams, premier président de la ligue. En 21 saisons, dix équipes se voient remettre la Coupe, les Knights d'Omaha et les Black Hawks de Dallas détenant le record de titres avec quatre chacun,.
| - 1963-1964 — Knights d'Omaha - 1964-1965 — Rangers de Saint Paul - 1965-1966 — Blazers d'Oklahoma City - 1966-1967 — Blazers d'Oklahoma City - 1967-1968 — Oilers de Tulsa - 1968-1969 — Black Hawks de Dallas - 1969-1970 — Knights d'Omaha - 1970-1971 — Knights d'Omaha - 1971-1972 — Black Hawks de Dallas - 1972-1973 — Knights d'Omaha - 1973-1974 — Black Hawks de Dallas | - 1974-1975 — Golden Eagles de Salt Lake - 1975-1976 — Oilers de Tulsa - 1976-1977 — Blues de Kansas City - 1977-1978 — Texans de Fort Worth - 1978-1979 — Black Hawks de Dallas - 1979-1980 — Golden Eagles de Salt Lake - 1980-1981 — Golden Eagles de Salt Lake - 1981-1982 — Checkers d'Indianapolis - 1982-1983 — Checkers d'Indianapolis - 1983-1984 — Oilers de Tulsa |

### Trophées individuels
Comme la plupart des ligues de hockey sur glace, la LCH récompense les joueurs de son circuit en fonction de leurs performances :
- Trophée Terry-Sawchuk : récompense remise au gardien de but de l'équipe la plus défensive durant la saison régulière.
- Trophée Bobby-Orr : décerné au meilleur défenseur de la saison selon les entraîneurs de la ligue.
- Trophée Bob-Gassoff : remis à partir de 1977-1978 au défenseur s'étant le plus amélioré.
- Trophée Ken-McKenzie : récompensant la meilleure recrue[Note 1] de la saison selon les entraîneurs de la ligue.
- Trophée Phil-Esposito : attribué au meilleur pointeur de la saison.
- Trophée Tommy-Ivan : décerné au meilleur joueur[Note 2] de l'année.
- Trophée Max-McNabb : remis à partir de 1976-1977 au meilleur joueur des séries éliminatoires.
- Trophée Don-Ashby : décerné à partir de 1976-1977 au joueur considéré comme méritant mais étant oublié par les honneurs classiques.
- Trophée Jack-Milford : trophée du meilleur entraîneur de la saison selon les gouverneurs de la ligue décerné à partir de 1968-1969.